# Reconhecimento internacional da independência de Lugansk e Donetsk

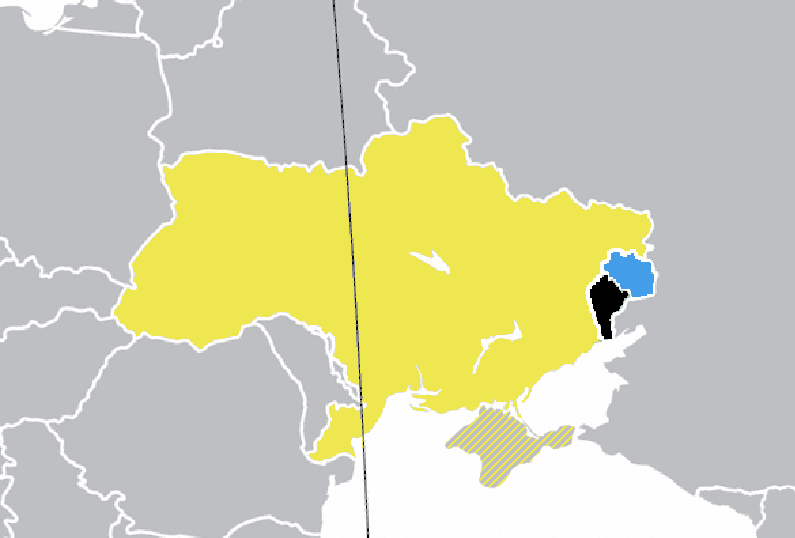
Mapa das Repúblicas de Donetsk e Lugansk (maio de 2019)

A República Popular de Lugansk e República Popular de Donetsk foram reconhecidas por três Estados membros da ONU até agora, Rússia, Síria e Coreia do Norte. A Federação Russa reconheceu a independência de ambas as repúblicas em 21 de fevereiro de 2022. De 24 de maio de 2014 a 18 de maio de 2015, eles foram co-fundadores e membros da União Confederal das Repúblicas Populares (Novorossiya). O primeiro Estado a reconhecer a independência de ambas as repúblicas foi a Ossétia do Sul, que por si só não é membro da ONU e tem reconhecimento limitado, seguida pela Abecásia.
A Ucrânia não reconhece a RPD e a RPL como Estados, mas os vê como organizações terroristas e separatistas, estados fantoches, organizados e armados pela Federação Russa, que se apoderaram ilegalmente e detêm território ucraniano com o apoio das Forças russas. Os territórios controlados pela RPD e RPL são considerados temporariamente ocupados pela Rússia, de acordo com a legislação ucraniana.
A RPD e a RPL foram oficialmente anexadas pela Rússia em 30 de setembro de 2022.

## História

Bandeira da República Popular de Donetsk

Bandeira da República Popular de Lugansk

Em 7 de abril de 2014, o Conselho Supremo da RPD proclamou o estabelecimento da República Popular de Donetsk.
Em 27 de abril, a República Popular de Lugansk foi proclamada.
Em 11 de maio, foram realizados referendos sobre autodeterminação no território controlado pela RPL e RPD (ver artigos Referendo sobre Autodeterminação da República Popular de Donetsk e Referendo sobre Autodeterminação da República Popular de Luhansk), que não foram reconhecidos por nenhum Estado membro da ONU.
Em 12 de maio, os referendos declararam a independência da RPL e da RPD da Ucrânia.
Em 14 de maio, o Conselho Supremo da RPD adotou a Constituição da República Popular de Donetsk.
Em 18 de maio, a Assembléia Republicana da RPL adotou a Constituição da República Popular de Lugansk, sob a qual a república foi declarada um Estado soberano e um sujeito de direito internacional.

### A questão do reconhecimento de documentos da RPD e RPL pela Federação Russa
Até fevereiro de 2017, não havia reconhecimento oficial pelas autoridades russas dos documentos e placas da RPD e RPL, embora as informações sobre a possibilidade de seu uso no território da Federação Russa tenham sido publicadas nos sites da agência de notícias RBC e das próprias repúblicas não reconhecidas. Já em 3 de fevereiro de 2017, o Secretário de Imprensa do Presidente da Federação Russa, Dmitri Peskov, afirmou que a Rússia não reconhece oficialmente os passaportes do RPD e RPL, mas por razões humanas, organizações municipais e privadas russas individuais podem aceitar residentes desses territórios que são privados da oportunidade de obter passaportes válidos de cidadãos da Ucrânia ou outros documentos de identidade reconhecidos. Mas já em 18 de fevereiro, um decreto do Presidente da Federação Russa, Vladimir Putin, foi emitido e entrou em vigor, segundo o qual a Rússia "temporariamente, pelo período até a resolução política da situação em certas áreas das regiões de Donetsk e Lugansk da Ucrânia com base nos Acordos de Minsk" documentos de identidade reconhecidos, documentos sobre educação e (ou) qualificações, sobre registro de atos de estado civil, certificados de matrícula de veículos, placas de matrícula de veículos "emitidos pelas autoridades competentes (organizações) efetivamente operando nos territórios dessas regiões, cidadãos da Ucrânia e apátridas, com residência permanente nesses territórios”. No mesmo dia, o Ministro das Relações Exteriores da Rússia, Sergei Lavrov, em reunião com jornalistas em Munique, disse que a adoção deste decreto se deve apenas a considerações humanitárias e preocupação com as necessidades dos habitantes desses territórios, e não significa uma mudança na posição oficial da Rússia sobre a questão do reconhecimento e status da RPD e RPL, e que esta questão não foi levantada na reunião dos Ministros das Relações Exteriores do Quarteto da Normandia. Seus colegas ucranianos declararam oficialmente que isso significa o reconhecimento de autoridades ilegítimas, é outra violação dos Acordos de Minsk, uma invasão da soberania e integridade territorial da Ucrânia, ditada pela lógica de uma escalada deliberada do conflito.
Em dezembro de 2018, o Ministro das Relações Exteriores da Rússia, Sergei Lavrov, reafirmou sua recusa em reconhecer a RPD e RPL.

### O processo de reconhecimento da RPD e RPL pela Rússia

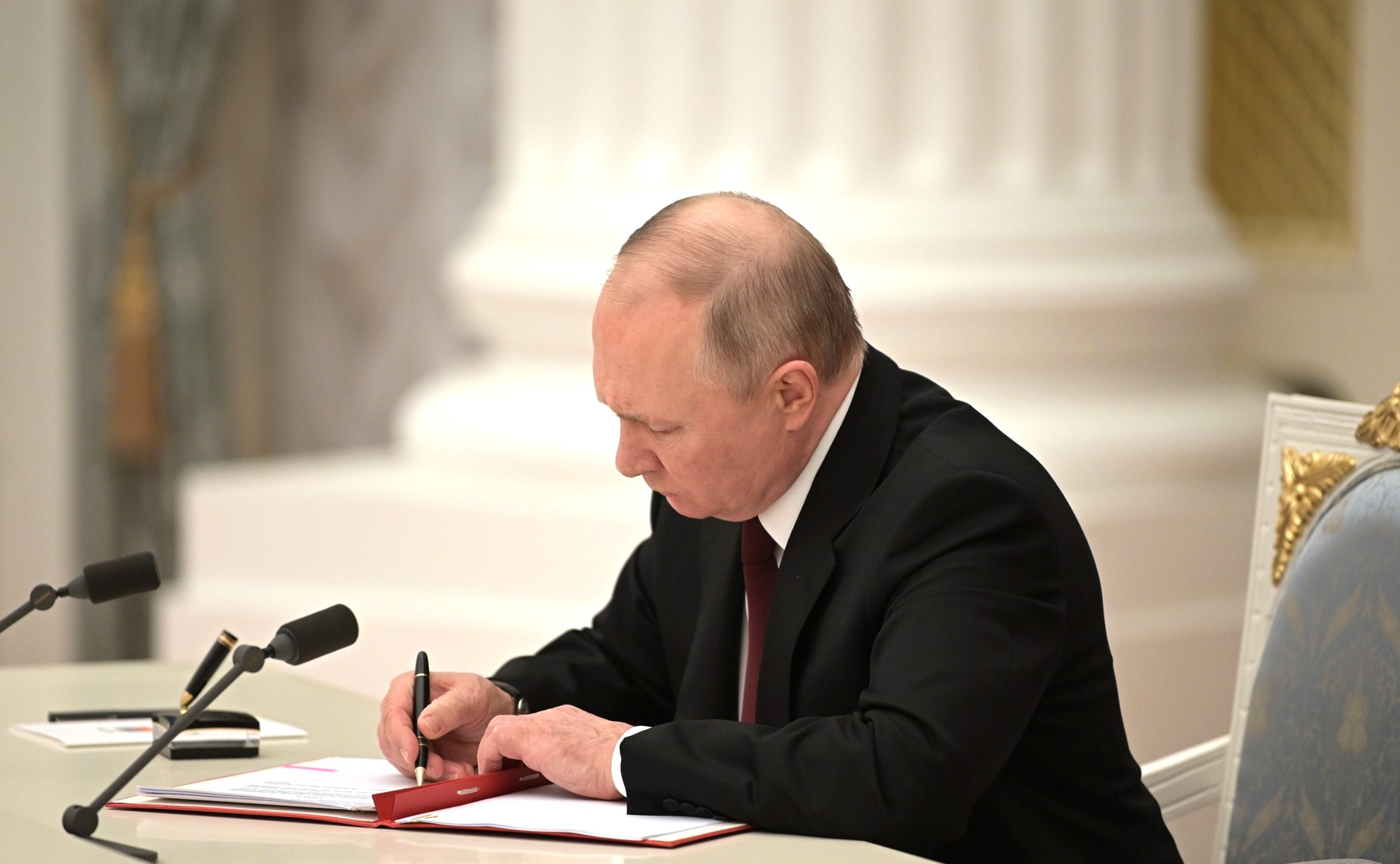
Vladimir Putin assina decretos presidenciais reconhecendo o DPR e LPR e tratados de amizade, cooperação e assistência mútua, 21 de fevereiro de 2022.

Em 19 de janeiro de 2022, a cúpula do Partido Comunista apresentou à Duma do Estado um projeto de apelação a Vladimir Putin sobre o reconhecimento da RPD e da RPL. Em 26 de janeiro, o Partido Rússia Unida iniciou um apelo à liderança russa com um pedido para iniciar o fornecimento de produtos militares às repúblicas não reconhecidas de Donbass.
Em 14 de fevereiro, o Comitê da Duma Estatal sobre Assuntos da CEI apoiou dois projetos de resolução sobre o reconhecimento da RPD e da RPL, propostos pelo Partido Comunista da Federação Russa e pelo Rússia Unida. Segundo a TASS, a segunda versão da resolução previa consultas preliminares com o Ministério das Relações Exteriores.
Em 15 de fevereiro, a Duma do Estado considerou ambos os projetos e votou a favor do projeto do Partido Comunista da Federação Russa, que previa um apelo imediato a Putin com um pedido para considerar a questão do reconhecimento da RPD e da RPL. O projeto do Partido Comunista da Federação Russa recebeu o apoio de 351 parlamentares e a iniciativa Rússia Unida - 310. O Presidente russo, Vladimir Putin, comentando esta decisão da Duma do Estado, disse que os Acordos de Minsk sobre um acordo no leste da Ucrânia ainda têm potencial.
Em 21 de fevereiro, o Presidente russo Vladimir Putin assinou decretos reconhecendo a RPD e a RPL, e também assinou tratados de amizade, cooperação e assistência com as repúblicas. Os decretos, em particular, prevêem que as Forças Armadas Russas terão que “garantir a manutenção da paz” no território da RPD e da RPL até a conclusão de acordos de amizade, cooperação e assistência mútua.
Em 22 de fevereiro, o Ministro das Relações Exteriores da Rússia, Sergei Lavrov, disse que o direito à soberania deve ser respeitado em relação aos Estados que representam todas as pessoas que vivem em seu território. A Ucrânia, em sua opinião, não é um deles desde 2014. No mesmo dia, os acordos de reconhecimento, cooperação e assistência mútua às repúblicas de Donbass foram ratificados por ambas as câmaras da Assembleia Federal da Federação Russa, a Duma do Estado e o Conselho da Federação, bem como pelos parlamentos do RPD e RPL.